# Atractus melas
Atractus melas — вид змій родини полозових (Colubridae). Ендемік Колумбії.

## Поширення і екологія
Atractus melas мешкають в Колумбії на захід від Анд, від Кібдо в департаменті Чоко до Буенавентури в департаменті Вальє-дель-Каука. Вони живуть у вологих гірських тропічних лісах, на висоті від 80 до 500 м над рівнем моря, переважно на висоті до 300 м над рівнем моря.